# Hypotrachyna hypoalectorialica
Hypotrachyna hypoalectorialica är en lavart som beskrevs av Elix & T. H. Nash. Hypotrachyna hypoalectorialica ingår i släktet Hypotrachyna och familjen Parmeliaceae.   Inga underarter finns listade i Catalogue of Life.